# کراولی، انگلستان
کراولی، انگلستان (به انگلیسی: Crawley) شهری در کشور انگلستان است که این کشور خود بخشی از بریتانیا محسوب می‌شود. این شهر در سال ۱۹۹۱ میلادی ۸۸٫۲۰۳ نفر جمعیت داشته و در سرشماری سال ۲۰۰۱ جمعیت آن به ۱۰۰٫۵۴۷ نفر رسیده است. میزان رشد سالانهٔ جمعیت کراولی، انگلستان ‎-۰٫۱۷ درصد می‌باشد و جمعیت این شهر در سال ۲۰۱۲ به ۹۸٫۶۸۰ نفر تغییر یافت.